# Technologie civique
La technologie civique (de l’anglais : civic technology) représente l’ensemble des procédés, outils et technologies qui permettent d’améliorer le fonctionnement démocratique des sociétés et des communautés, en renforçant le rôle joué par les citoyens dans les débats et prises de décision.
Les gouvernements qui tentent de s'approprier cette technologie, peuvent faire du civic washing (prétexte civique) comme on parle de green washing.

## Définition
La technologie civique est l’usage de la technologie dans le but de renforcer le fonctionnement démocratique des sociétés. Cela englobe toute technologie permettant d’accroître le pouvoir des citoyens sur la vie politique, ou de rendre les instances représentatives plus accessibles, efficientes et efficaces.
En 2015, un rapport de la Fondation Knight a classé les différents projets de la technologie civique en deux grandes catégories : ouverture du gouvernement (ouverture des données et transparence, facilitation du processus de vote, cartographie des données publiques, exploitation et utilisation des données publiques, voire cocréation des lois et décisions gouvernementales) et participation citoyenne (développement de réseaux citoyens, engagement de communautés locales, financement participatif, partage des données citoyennes).
Des acteurs du numérique ou de l’économie collaborative, par leur engagement sur des domaines d’ordinaire administrés par les gouvernements (transports ou gestion des catastrophes), ont pu être classés comme faisant partie du secteur des technologies civiques. Néanmoins, leurs actions n’ayant généralement pas de portée directe sur le gouvernement, cette dénomination a pu être utilisée de manière inappropriée dans certains cas.

## Développement
La modernisation des institutions, longtemps restées à l'écart des évolutions technologiques, est désormais considérée comme étant un marché à fort potentiel. Les technologies civiques représentent 24 % des dépenses institutionnelles dans les technologies de l'information, soit 6,4 milliards de dollars sur un marché global de 25,5 milliards de dollars. Selon une estimation, les investissements dans ce secteur sont amenés à progresser 14 fois plus vite que les investissements dans les technologies traditionnelles,. La Knight Foundation avance que le nombre d'acteurs de la technologie civique a augmenté de 23 % entre 2008 et 2013, et qu'ils représentent un investissement total de 431 millions de dollars.
Néanmoins, l'approximation terminologique autour de l'expression technologie civique rend ces statistiques peu précises, des sociétés de l'économie collaborative telles que Waze ou AirBnb étant parfois intégrées dans ces classements.
En outre, certaines critiques pointent du doigt un rôle des civic tech ne dépassant pas celui de "prestataire-conseil" au service des collectivités. Face à cela, d'autres civic tech en "open source" cherchent à valoriser un modèle coopératif de co-construction de l'action publique.
Certains outils revendiquent respecter les principes de gouvernement ouvert.

## Acteurs de la technologie civique
La technologie civique comprend de nombreux types d’acteurs, comme des associations, des collectifs, des sociétés, des ONG ou simplement des citoyens. Les institutions gouvernementales jouent également un rôle prépondérant dans le développement des technologies civiques partout dans le monde.
Pour cartographier une partie de ces acteurs et outils, le mouvement Nuit Debout a édité une liste d'outils numériques qui peuvent servir dans le cadre d'un engagement politique des citoyens.

### Initiatives gouvernementales
Les initiatives gouvernementales se sont structurées lors de la création du Partenariat pour un gouvernement ouvert en 2011, qui regroupe aujourd'hui 69 pays. Les pays membres s'engagent à impliquer la société civile et les institutions dans le développement et l'implémentation de réformes gouvernementales amenant à plus d'ouverture, de transparence, et de proximité avec les citoyens. Ces initiatives se manifestent notamment par l'ouverture des données publiques (Open data), enjeu dans lequel se sont engagés l'Open Government Partnership et l'Open Knowledge Foundation, qui publie chaque année l'Open Data Index, classant les pays en fonction de la disponibilité de leurs données publiques.
En France, les données publiques sont disponibles sur le portail data.gouv.fr par la mission Etalab, placée sous l'autorité du premier ministre.

### Initiatives associatives sans but lucratif
France
- Projet Arcadie : site internet centralisant des informations sur les parlementaires français[14].
- Regards Citoyens : association promouvant l'ouverture des données publiques et la transparence des institutions démocratiques en réalisant des projets libres.
- OpenStreetMap France : collecte, diffusion et utilisation de données cartographiques libres sous licence libre[15],[16],[17]

### Entreprises

#### France
- Fluicity : plateforme de coconstruction à l'échelle locale[18].
- GOV : plateforme de consultation citoyenne.
- ConsultVox : plateforme de participation citoyenne[19].
- Qomon : application d'aide aux campagnes politiques et de mobilisation citoyenne[20].

#### États-Unis
- Change.org
- Code for America

### Mouvement et plateformes s'impliquant dans les élections
- Civic Information API ; cette API de Google permet aux développeurs de créer des applications affichant des « informations civiques » pour leurs utilisateurs. Pour chaque adresse de résidence aux États-Unis, l'utilisateur saura qui la représente pour chaque niveau de gouvernement élu. Lors d'élections prises en charge par l'appli, les bureaux de vote, le lieu du vote anticipé, les données des candidats et d'autres informations officielles sur les élections sont aussi disponibles. Il est aussi possible de saisir une adresse pour trouver le district correspondant (à chaque niveau de gouvernement) et les noms et propriétés des médias sociaux des élus de ces districts[21]. Molly Schweickert, alors responsable du numérique chez Cambridge Analytica (Vice-Présidente « Global Media ») a dit dans un exposé fait mi-mai 2017 à Hambourg, au Salon « d3con », que cette API a aussi été détournée par Cambridge analytica comme source d'information pour établir des modèles ayant permis d'influencer les votes en faveur de Donald Trump[22] ; ces modèles croisaient la base de données « massive » de Cambridge Analytica avec les résultats des nouveaux sondages électoraux américains ; ils ont selon Molly Schweickert joué un double rôle : ils ont aidé l'équipe de campagne à adapter chaque jour ses choix de campagne, y compris le plan de déplacements du candidat Trump ; ils ont aussi permis de cibler les donateurs à même de financer la campagne[23] ;
- LaPrimaire.org : permet une primaire ouverte, pour désigner un candidat pour l'élection présidentielle de 2017 ;
- MaVoix : permet une représentation citoyenne et démocratique à l’Assemblée nationale[24].

### Fondations
Le développement de la technologie civique a rapidement posé la question du financement des projets, une grande partie d'entre eux étant à but non lucratif. Pour répondre à ce besoin, des fondations spécialisées dans le soutien aux technologies civiques ont alors vu le jour dans de nombreux pays du monde.

#### Europe
- E-Governance Academy (Estonie)
- Fondation pour les générations futures (Belgique)
- Fondation Hanns-Seidel (Allemagne)

#### États-Unis
- Open Society Foundations : réseau mondial de fondations pour la démocratie
- Govtech Fund [25]
- National Endowment for Democracy
- Civic Makers

#### Royaume-Uni
- Open Knowledge Foundation

#### Ailleurs dans le monde
- Democracy Africa[26]
- Jasmine Foundation[27] (Tunisie) : développement de la transparence, de la gouvernance participative et de la transition démocratique
- Data for Tunisia (Tunisie) : Partage et mise à disposition de données (politiques, institutionnelles, économiques, culturelles, écologiques ...) pour les Tunisiens
- NewDemocracy[28] (Australie)
- Loomio (Nouvelle-Zélande) : plate-forme de prise de décision collective apparue à l'occasion du mouvement Occupy. Utilisée en France par les gilets citoyens[29],[30], un collectif  impliqué dans la convention citoyenne pour le climat.

### Instance de régulation
Le rôle des technologies civiques en démocratie est aussi questionné par les instances de régulation. En France la CNIL publie un document en décembre 2019 pour analyser « les enjeux de données personnelles et libertés dans les relations entre démocratie, technologie et participation citoyenne ». La CNIL souligne que les technologies civiques ne sont pas neutres et que les outils doivent intégrer dès leur conception la protection de la vie privée et l'inclusion de l'ensemble des citoyens.

### Observatoire
A l'initiative du think tank « Décider Ensemble », un observatoire des civic tech a été mis en place. Il a pour but d'aider les collectivités à se repérer dans l'écosystème de ces technologies.

## Controverses

### Le "Grand Débat National"
L’organisation d’un « Grand Débat National » à partir du 15 janvier 2019, dans la lignée de la crise des Gilets jaunes, marque un tournant dans l’institutionnalisation de la « civic tech » française. Dès novembre 2018, les Gilets jaunes s’emparent de ces outils numériques pour faire valoir leurs revendications. Par la suite, ce sont les institutions qui misent sur les « civic tech » dans l’organisation du Grand débat. Leur utilisation est justifiée par leur potentiel participatif, au sein d'une démocratie « en crise ».
Cette séquence a contribué à la promotion des civic tech, de même que de la démocratie participative. Toutefois, elle a aussi mis en lumière une lecture critique et alternative du rôle des technologies numériques en démocratie. L’instrumentalisation du dispositif par le président de la République dans le but de faire diminuer la conflictualité du mouvement a notamment été mis en cause par les critiques.

### Consultation citoyenne sur les retraites
Comme l'indique sa déclaration rectificative adressée à la HATVP en décembre 2019, Jean-Paul Delevoye a siégé au comité d'administration de Démocratie ouverte et de Parlements & Citoyens. Or ces deux associations ont été fondées par Cyril Lage, également cofondateur de la startup Cap Collectif. Le marché de consultation citoyenne sur les retraites est précisément confié à Cap Collectif par Jean-Paul Delevoye, alors au haut-commissaire aux retraites, ce qui interroge non seulement sur la neutralité de la gestion de l'appel d'offre.

### Accessibilité des technologies aux citoyens
L'avènement des technologies civiques comme nouvel intermédiaire au service de l'amélioration des systèmes de gouvernance actuels amplifie la question de la capacité de prise en main de ces civic tech par le citoyen lambda. En 2021, l'illectronisme concerne encore 15% de la population française. Le solutionnisme électronique dont fait l'objet l'insertion des civic tech dans les stratégies d'amélioration du fonctionnement démocratique des sociétés accentue le risque d'exclusion d'une partie de la population au droit d'accès à l'information et la participation.

### Les modèles de financement
Si les civic tech fournissent des solutions innovantes pour dynamiser le débat public et favoriser la transparence de la gouvernance, elles apportent leur lot de questionnement quant à leurs financements. Nombre d'entre elles ont adopté un modèle de la start-up qui repose sur des financements grâce à d'importantes levées de fonds. Ce qui demande, en contrepartie, une exigence élevée de rentabilité. Or, certains secteurs comme la participation citoyenne sont plutôt des marchés de niche qui rendent le rendement et la croissance à grande échelle difficiles.